# マーゴット・ロビー
マーゴット・ロビー（Margot Robbie [ˈmɑːrɡoʊ ˈrɒbi], 1990年7月2日 - ）は、オーストラリアの女優、映画プロデューサー。マーゴー・ロビー、マーゴ・ロビーとも表記される

## 略歴
2011年-2012年、アメリカ合衆国のTVドラマ『PAN AM/パンナム』に出演し、ローラ・キャメロン役で知られるようになる。
2013年、マーティン・スコセッシ監督の映画『ウルフ・オブ・ウォールストリート』にてレオナルド・ディカプリオ演じる主人公の2番目の妻ナオミ・ラパグリア役を演じ、世界的にブレイクする。また本作でMTVムービー・アワード ブレイクスルー演技賞にノミネートされた。
2016年、「DCエクステンデッド・ユニバース」シリーズの『スーサイド・スクワッド』でハーレイ・クイン役を演じ、一躍ハリウッドスターの仲間入りを果たす。また本作で第22回クリティクス・チョイス・アワードのアクション映画女優賞を受賞した。
2017年、フィギュアスケート選手トーニャ・ハーディングの伝記映画『アイ,トーニャ 史上最大のスキャンダル』でトーニャ・ハーディング役を主演し、第90回アカデミー賞主演女優賞、ゴールデングローブ賞主演女優賞 （ミュージカル・コメディ部門）、英国アカデミー賞 主演女優賞、全米映画俳優組合賞主演女優賞、 クリティクス・チョイス・アワード主演女優賞など様々な賞にノミネートされた。
2018年、『ふたりの女王 メアリーとエリザベス』でエリザベス1世を演じて、英国アカデミー賞 助演女優賞や全米映画俳優組合賞助演女優賞にノミネートされた。
2019年、クエンティン・タランティーノ監督の『ワンス・アポン・ア・タイム・イン・ハリウッド』でシャロン・テート役を、『スキャンダル』では実在したFOXニュースの従業員を演じ、この2作品合わせて英国アカデミー賞 助演女優賞にWノミネートされた。また『スキャンダル』では、アカデミー助演女優賞や、ゴールデングローブ賞助演女優賞にもノミネートされた。
2023年、グレタ・ガーウィグ監督の『バービー』にバービー役で主演し、全世界興行収入が14億ドルを突破するなど、自身の出演作史上最大の興行収入を記録した。また本作のプロデューサーとして、初めてアカデミー作品賞にノミネートされた。

### プロデューサーとして
2014年には、夫のトム・アカーリーと共同で製作会社のラッキーチャップ・エンターテインメントを設立した。ラッキーチャップでは『アイ,トーニャ 史上最大のスキャンダル』（2017年）、『プロミシング・ヤング・ウーマン』（2020年）、『バービー』（2023年）などを製作している。

## 出演作品
※太字表記は主演。

### 映画
| 年   | 題名 | 役名                                          | 備考                | 吹替                                          |
| ---- | --- | --------------------------------------------- | ------------------- | --------------------------------------------- |
| 2008 | ダークネス・ビギンズ Vigilante                                                                                    | カサンドラ                                    |                     | 桜井みき                                      |
| 2009 | WATCH [ウォッチ] I.C.U.                                                                                           | トリスタン・ウォーターズ                      | （吹替版なし）      |                                               |
| 2013 | アバウト・タイム〜愛おしい時間について〜 About Time                                                               | シャーロット                                  | 甲斐田裕子          |                                               |
| 2013 | ウルフ・オブ・ウォールストリート The Wolf of Wall Street                                                          | ナオミ・ラパグリア                            | 白石涼子            |                                               |
| 2015 | 死の谷間 Z for Zachariah                                                                                          | アン・バーデン                                | 坂本真綾            |                                               |
| 2015 | フォーカス Focus                                                                                                  | ジェス・バレット                              | 佐古真弓            |                                               |
| 2015 | フランス組曲 Suite Française                                                                                      | セリーヌ・ジョゼフ                            | 日本公開は2016年1月 | （吹替版なし）                                |
| 2015 | マネー・ショート 華麗なる大逆転 The Big Short                                                                     | 本人役                                        | カメオ出演          | 兼田奈緒子                                    |
| 2016 | アメリカン・レポーター Whiskey Tango Foxtrot                                                                      | ターニャ・ヴァンダーポエル                    | 日本劇場未公開      | 志田有彩                                      |
| 2016 | ターザン:REBORN The Legend of Tarzan                                                                              | ジェーン・ポーター                            |                     | 井上麻里奈                                    |
| 2016 | スーサイド・スクワッド Suicide Squad                                                                              | ハーリーン・クインゼル博士 / ハーレイ・クイン | 東條加那子          |                                               |
| 2017 | グッバイ・クリストファー・ロビン Goodbye Christopher Robin                                                        | ダフネ                                        | 冬馬由美            |                                               |
| 2017 | アイ,トーニャ 史上最大のスキャンダル I, Tonya                                                                     | トーニャ・ハーディング                        | 兼製作              | 佐古真弓                                      |
| 2018 | ピーターラビット Peter Rabbit                                                                                     | フロプシー                                    | 声の出演            | 清水理沙（劇場公開版） 田中杏沙（機内上映版） |
| 2018 | アニー・イン・ザ・ターミナル Terminal                                                                             | アニー / ボニー                               | 兼製作              | 恒松あゆみ                                    |
| 2018 | スローターハウス・ルールズ Slaughterhouse Rulez                                                                   | オードリー                                    | 日本劇場未公開      | 坂本真綾                                      |
| 2018 | ふたりの女王 メアリーとエリザベス Mary Queen of Scots                                                             | エリザベス1世                                 |                     | 佐古真弓                                      |
| 2019 | ワンス・アポン・ア・タイム・イン・ハリウッド Once Upon a Time in Hollywood                                        | シャロン・テート                              | 種市桃子            |                                               |
| 2019 | ドリームランド Dreamland                                                                                          | アリソン・ウェルズ                            | 兼製作              | （吹替版なし）                                |
| 2019 | スキャンダル Bombshell                                                                                            | ケイラ・ポスピシル                            |                     | 折井あゆみ                                    |
| 2020 | プロミシング・ヤング・ウーマン Promising Young Woman                                                              | N/A                                           | 製作                | N/A                                           |
| 2020 | ハーレイ・クインの華麗なる覚醒 BIRDS OF PREY Birds of Prey (and the Fantabulous Emancipation of One Harley Quinn) | ハーリーン・クインゼル / ハーレイ・クイン     | 兼製作              | 東條加那子                                    |
| 2021 | ピーターラビット2/バーナバスの誘惑 Peter Rabbit 2: The Runaway                                                    | フロプシー                                    | 声の出演            | 清水理沙                                      |
| 2021 | ザ・スーサイド・スクワッド “極”悪党、集結 The Suicide Squad                                                       | ハーリーン・クインゼル / ハーレイ・クイン     |                     | 東條加那子                                    |
| 2022 | アムステルダム Amsterdam                                                                                          | ヴァレリー・ヴォーズ                          | 三石琴乃            |                                               |
| 2022 | バビロン Babylon                                                                                                  | ネリー・ラロイ                                | 東條加那子          |                                               |
| 2023 | アステロイド・シティ Asteroid City                                                                                | 妻                                            | 白石涼子            |                                               |
| 2023 | バービー Barbie                                                                                                   | バービー                                      | 兼製作              | 高畑充希                                      |
| 2023 | Saltburn | N/A                                           | 製作                | N/A                                           |
| 2024 | マイ・オールド・アス ～2人のワタシ～ My Old Ass                                                                   | N/A                                           | 製作                | N/A                                           |
| 2025 | Borderline | N/A                                           | 兼製作総指揮        | N/A                                           |
| 2025 | A Big Bold Beautiful Journey                                                                                      | サラ                                          |                     |                                               |
| 2026 | Wuthering Heights Adaptation                                                                                      | キャサリン・アーンショウ                      |                     |                                               |
| TBA  | The Sims | N/A                                           | 製作                |                                               |

### テレビ
| 年              | 題名                                         | 役名                               | 備考                                       | 吹替           |
| --------------- | -------------------------------------------- | ---------------------------------- | ------------------------------------------ | -------------- |
| 2008-2011、2022 | ネイバーズ Neighbours                        | ドナ・フリードマン、ドナ・ブラウン | シリーズレギュラー、ゲスト出演 計328話出演 |                |
| 2011-2012       | PAN AM/パンナム Pan Am                       | ローラ・キャメロン                 | メインキャスト 計14話出演                  | 坂本真綾       |
| 2015            | トップ・ギア Top Gear                        | 本人                               | 第22シーズン第4話                          | （吹替版なし） |
| 2016            | サタデー・ナイト・ライブ Saturday Night Live | ホスト                             | 「Margot Robbie / The Weeknd」             | N/A            |
| 2019-2022       | ドールフェイス Dollface                      | イメルダ                           | 第1シーズン第8話「Mama Bear」 兼製作総指揮 | （吹替版なし） |
| 2021            | メイドの手帖 Maid                            | N/A                                | ミニシリーズ 兼製作総指揮                  | N/A            |
| 2022            | マイク・タイソン Mike                        | N/A                                | ミニシリーズ 兼製作総指揮                  | N/A            |
| 2025            | セイレーンの誘惑 Sirens                      | N/A                                | ミニシリーズ 兼製作総指揮                  | N/A            |

## 授賞とノミネート
| 年   | 作品名                                                                     | 賞名                                                           | 結果       |
| ---- | -------------------------------------------------------------------------- | -------------------------------------------------------------- | ---------- |
| 2016 | スーサイド・スクワッド Suicide Squad                                       | クリティクス・チョイス・アワード アクション映画女優賞          | 受賞       |
| 2017 | アイ,トーニャ 史上最大のスキャンダル I, Tonya                              | アカデミー賞 主演女優賞                                        | ノミネート |
| 2017 | アイ,トーニャ 史上最大のスキャンダル I, Tonya                              | ゴールデングローブ賞 主演女優賞 （ミュージカル・コメディ部門） | ノミネート |
| 2017 | アイ,トーニャ 史上最大のスキャンダル I, Tonya                              | 英国アカデミー賞 主演女優賞                                    | ノミネート |
| 2018 | ふたりの女王 メアリーとエリザベス Mary Queen of Scots                      | 英国アカデミー賞 助演女優賞                                    | ノミネート |
| 2019 | ワンス・アポン・ア・タイム・イン・ハリウッド Once Upon a Time in Hollywood | 英国アカデミー賞 助演女優賞                                    | ノミネート |
| 2019 | スキャンダル Bombshell                                                     | アカデミー賞 助演女優賞                                        | ノミネート |
| 2019 | スキャンダル Bombshell                                                     | ゴールデングローブ賞 助演女優賞                                | ノミネート |
| 2019 | スキャンダル Bombshell                                                     | 英国アカデミー賞 助演女優賞                                    | ノミネート |
| 2023 | バービー Barbie                                                            | サターン賞 主演女優賞                                          | 受賞       |

## 参照
1. ↑  “渡辺直美、ブラピにインタビューでハリウッド豪華3ショット投稿「ついに…緊張で口内砂漠wwww」”. 中日スポーツ・東京中日スポーツ (2023年2月2日). 2024年3月24日閲覧。
2. ↑  “映画「バービー」日本公式アカウント、原爆画像に対するアメリカ公式アカウントの反応を謝罪”. BBCニュース (2023年8月1日). 2024年3月24日閲覧。
3. ↑  “Laura Cameron Bio”.  American Broadcasting Company. 2011年9月26日時点のオリジナルよりアーカイブ。2012年2月12日閲覧。
4. ↑  今度はマーゴット・ロビー演じるハーレイ・クインが主人公！初映像も解禁 (2019年10月3日掲載) - ライブドアニュース
5. ↑  “ミシェル・ウィリアムズ主演作予告編、フランス人女性とドイツ人将校の許されぬ愛”.   映画ナタリー (2015年11月10日). 2015年11月10日閲覧。
6. ↑  “スローターハウス・ルールズ – Fukikaeru-Daisakusen”. 2020年10月22日閲覧。
7. ↑  “ザ・スーサイド・スクワッド：日本語吹き替え版に東條加那子、山寺宏一、悠木碧、宮野真守　豪華声優集結”. まんたんウェブ (2021年6月23日). 2021年6月23日閲覧。

## 関連文献
- Ramsay St gets a new generation Sydney Morning Herald article
- Anti-Smoking campaigner Dorset Western Gazette article